# (2403) Šumava
(2403) Šumava (1979 SQ; 1934 PZ; 1951 WD1; 1963 TK1; A918 RC) ist ein ungefähr zehn Kilometer großer Asteroid des mittleren Hauptgürtels, der am 25. September 1979 vom tschechischen (damals: Tschechoslowakei) Astronomen Antonín Mrkos am Kleť-Observatorium auf dem Kleť in der Nähe von Český Krumlov in der Tschechischen Republik (IAU-Code 046) entdeckt wurde.

## Benennung
(2403) Šumava wurde nach dem Böhmerwald (tschechischsprachig: Šumava) benannt. Zum Böhmerwald gehört der Blanský les mit dem Kleť, auf dem das sich Kleť-Observatorium befindet, bei dem der Asteroid entdeckt wurde.